# Kraljevo, Aleksinac
Kraljevo (izvirno srbsko Краљево) je naselje v Srbiji, ki upravno spada pod Občino Aleksinac; slednja pa je del Niškega upravnega okraja.

## Demografija
V naselju živi 777 polnoletnih prebivalcev, pri čemer je njihova povprečna starost 44,0 let (43,8 pri moških in 44,2 pri ženskah). Naselje ima 271 gospodinjstev, pri čemer je povprečno število članov na gospodinjstvo 3,43.
To naselje je, glede na rezultate popisa iz leta 2002, skoraj popolnoma srbsko. V zadnjem času je prišlo do majhnega povečanja števila prebivalcev.
|  |

| Demografija | Demografija     | Demografija     |
| Leto        | Št. prebivalcev | Št. prebivalcev |
| ----------- | --------------- | --------------- |
|             |                 |                 |
|             |                 |                 |
|             |                 |                 |
|             |                 |                 |
| 1948        | 1034            |                 |
| 1953        | 1087            |                 |
| 1961        | 1206            |                 |
| 1971        | 1113            |                 |
| 1981        | 1106            |                 |
| 1991        | 999             | 987             |
| 2002        | 945             | 930             |
|             |                 |                 |

| Etnična sestava po popisu iz leta 2002 | Etnična sestava po popisu iz leta 2002 | Etnična sestava po popisu iz leta 2002 | Etnična sestava po popisu iz leta 2002 | Etnična sestava po popisu iz leta 2002 |
| -------------------------------------- | -------------------------------------- | -------------------------------------- | -------------------------------------- | -------------------------------------- |
| Srbi                                   | Srbi                                   |                                        | 861                                    | 92,58%                                 |
| Romi                                   | Romi                                   |                                        | 60                                     | 6,45%                                  |
| Makedonci                              | Makedonci                              |                                        | 2                                      | 0,21%                                  |
| Bolgari                                | Bolgari                                |                                        | 1                                      | 0,10%                                  |
| Neznano                                | Neznano                                |                                        | 0                                      | 0,0%                                   |